# Alalompolo (Gällivare socken, Lappland, 747417-171230)
Alalompolo är en sjö i Gällivare kommun i Lappland och ingår i Kalixälvens huvudavrinningsområde. Sjön har en area på 0,0594 kvadratkilometer och ligger 481,5 meter över havet. Alalompolo ligger i Lina fjällurskog Natura 2000-område. Sjön avvattnas av vattendraget Hirvasjoki.

## Delavrinningsområde
Alalompolo ingår i det delavrinningsområde (747479-171240) som SMHI kallar för Mynnar i Tjautjasjaure. Medelhöjden är 509 meter över havet och ytan är 5,69 kvadratkilometer. Det finns ett avrinningsområde uppströms, och räknas det in blir den ackumulerade arean 26,36 kvadratkilometer. Hirvasjoki som avvattnar avrinningsområdet har biflödesordning 3, vilket innebär att vattnet flödar genom totalt 3 vattendrag innan det når havet efter 312 kilometer. Avrinningsområdet består mestadels av skog (68 procent) och sankmarker (22 procent). Avrinningsområdet har 0,06 kvadratkilometer vattenytor vilket ger det en sjöprocent på 1,1 procent.